# De Hoop (Zuilichem)
De molen De Hoop is een in 1863 gebouwde korenmolen in het Nederlandse dorp Zuilichem. Het is in elk geval de derde molen op dezelfde plaats. De onderste twee verdiepingen van de ronde stenen stellingmolen worden sinds de bouw bewoond. De Hoop heeft 1 koppel maalstenen, waarmee op vrijwillige basis graan wordt gemalen.
De Hoop draait in de regel op zaterdag en is dan te bezoeken.
Op 15 oktober 2021 was de molen te zien in aflevering 194 (Jan houdt huis (4)) van het programma Noord-Zuid-Oost-West van Omroep Max.

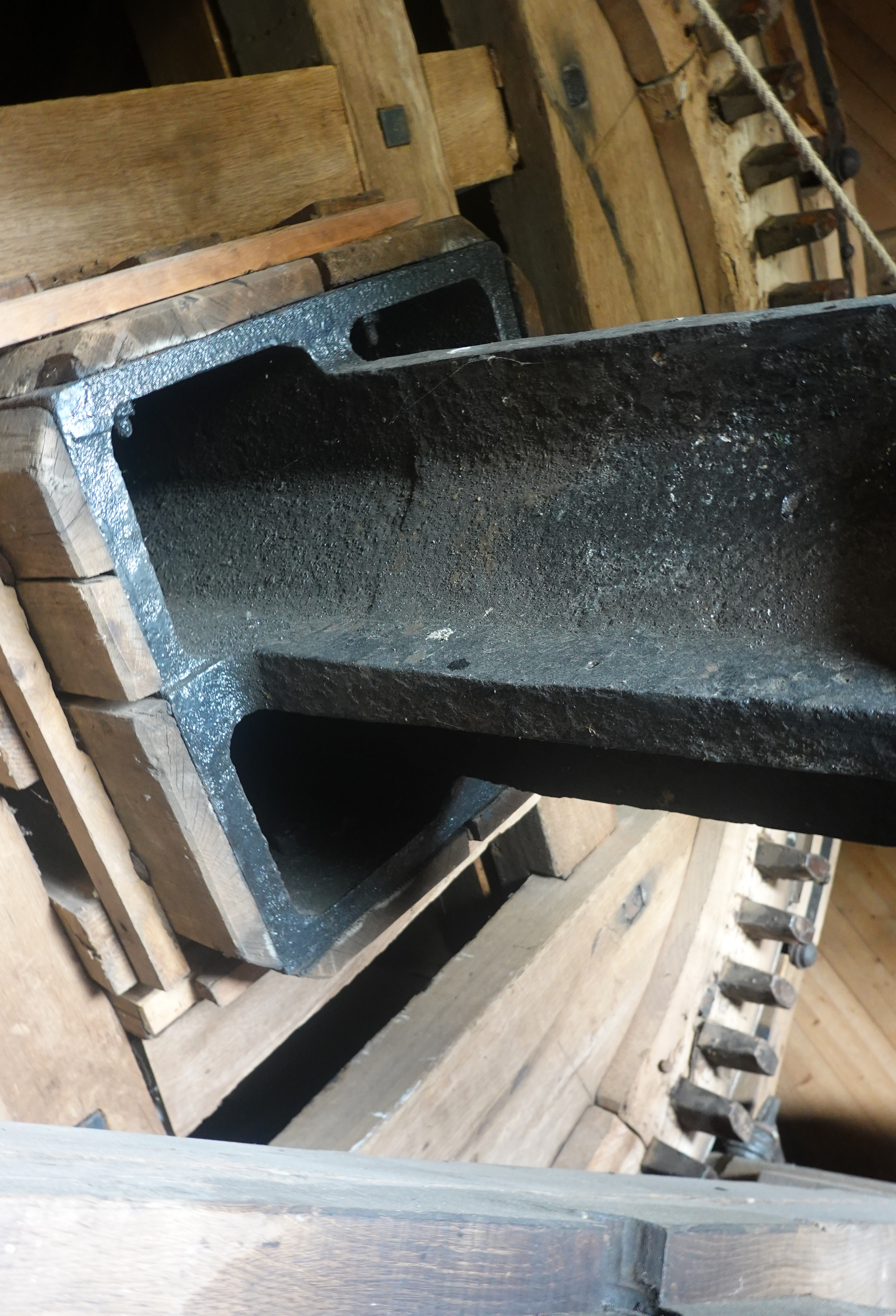
bovenas met opgegoten vulstukken
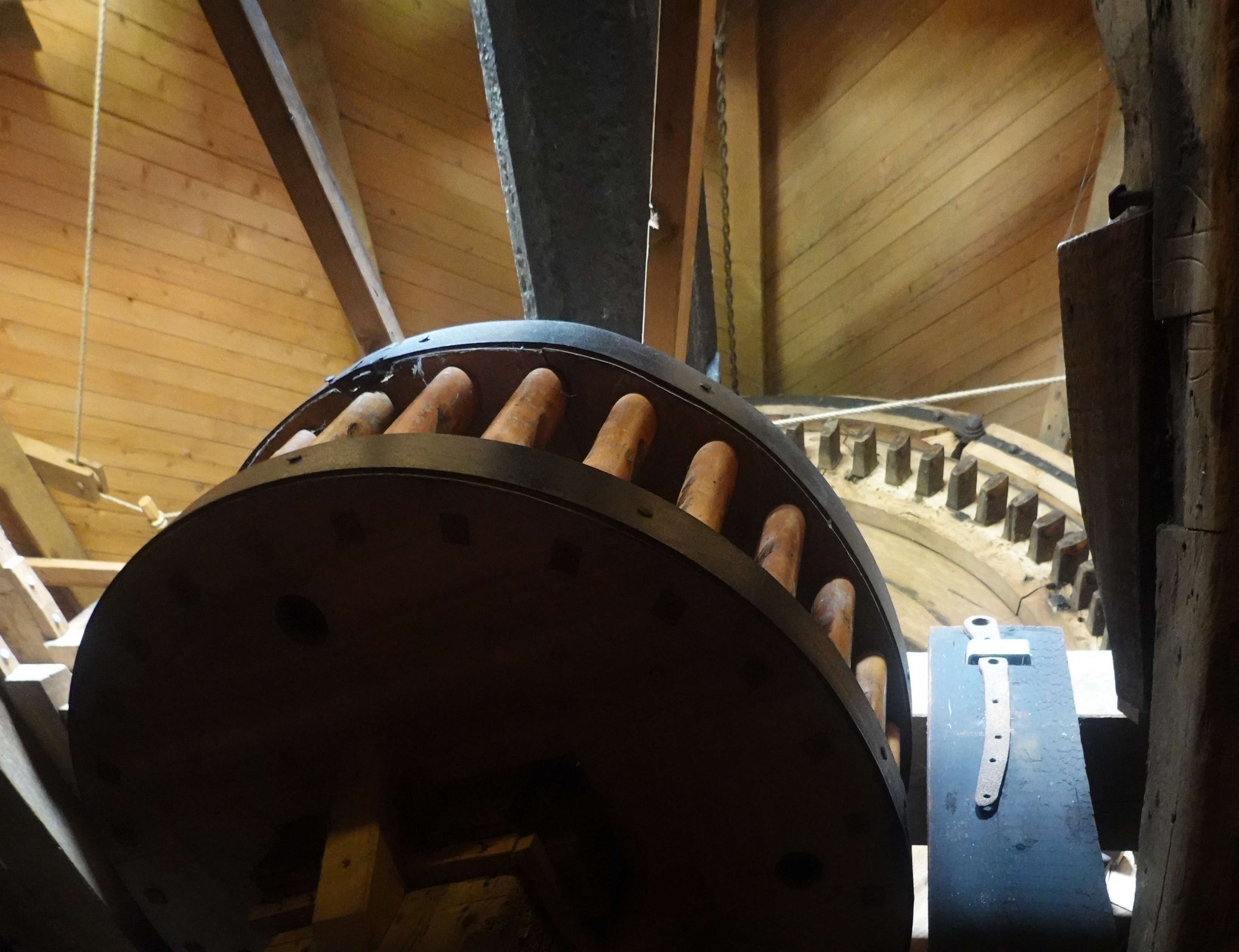
bovenwile en bovenrondsel
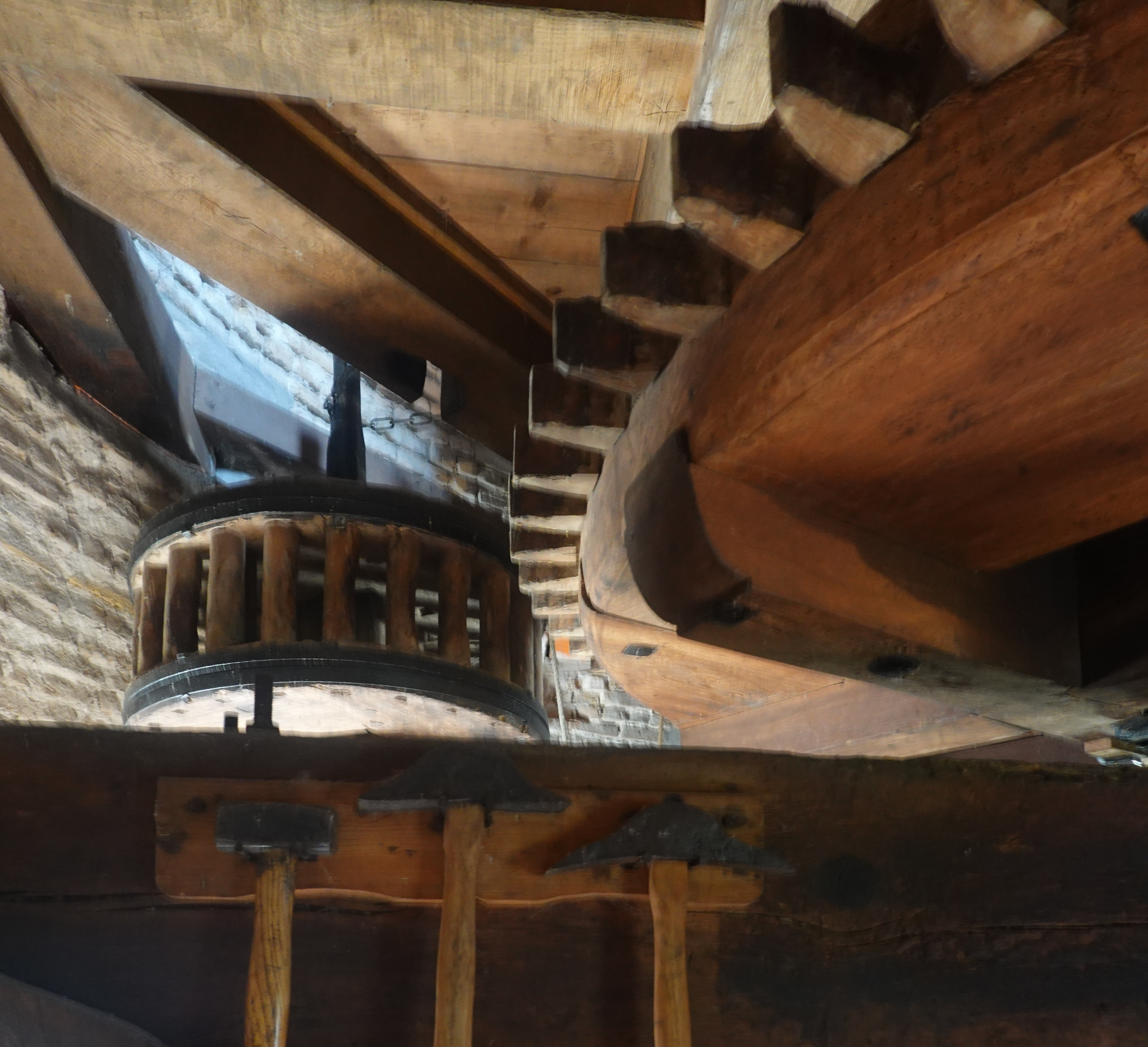
spoorwiel en steenrondsel
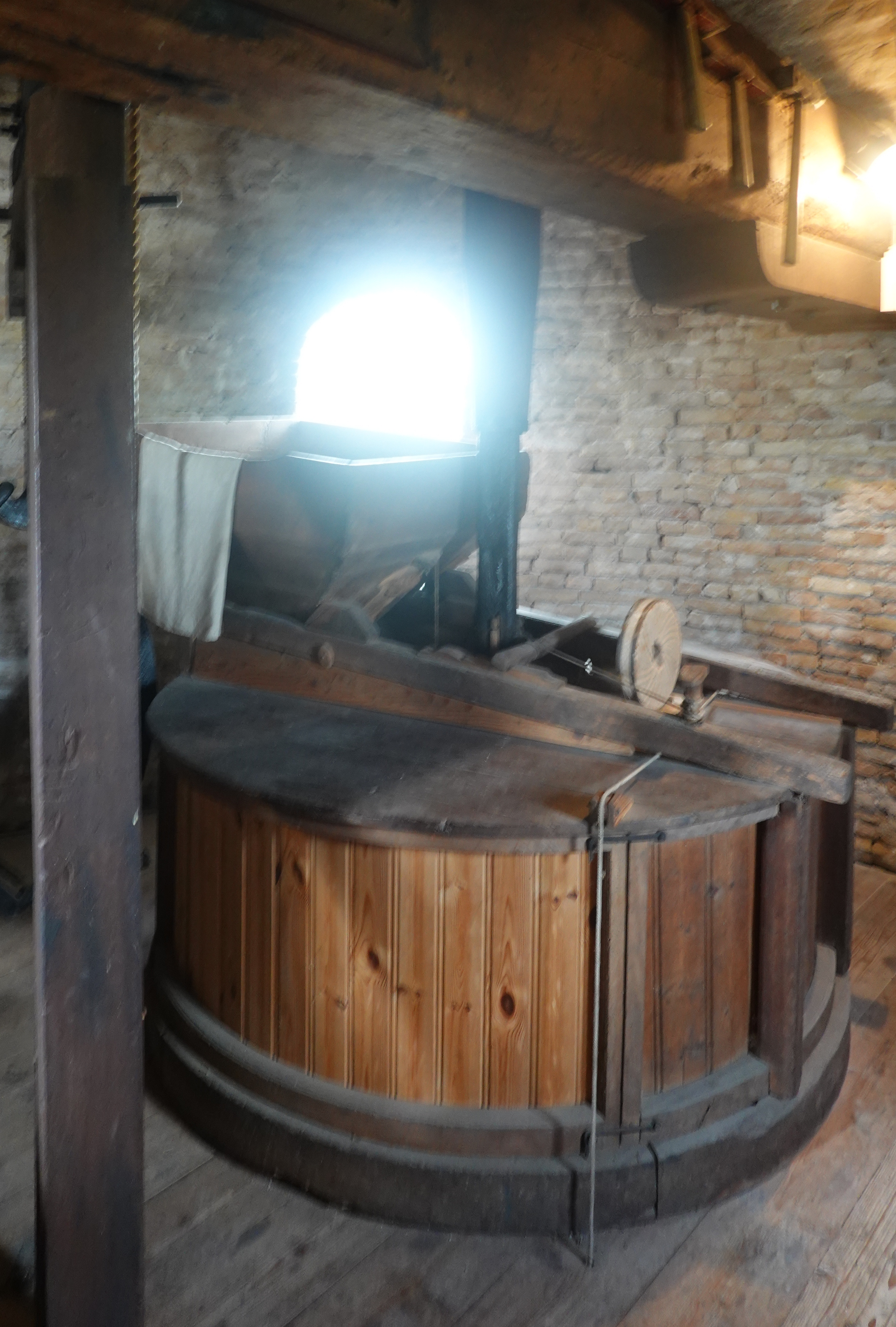
1 van de 2 maalkoppels
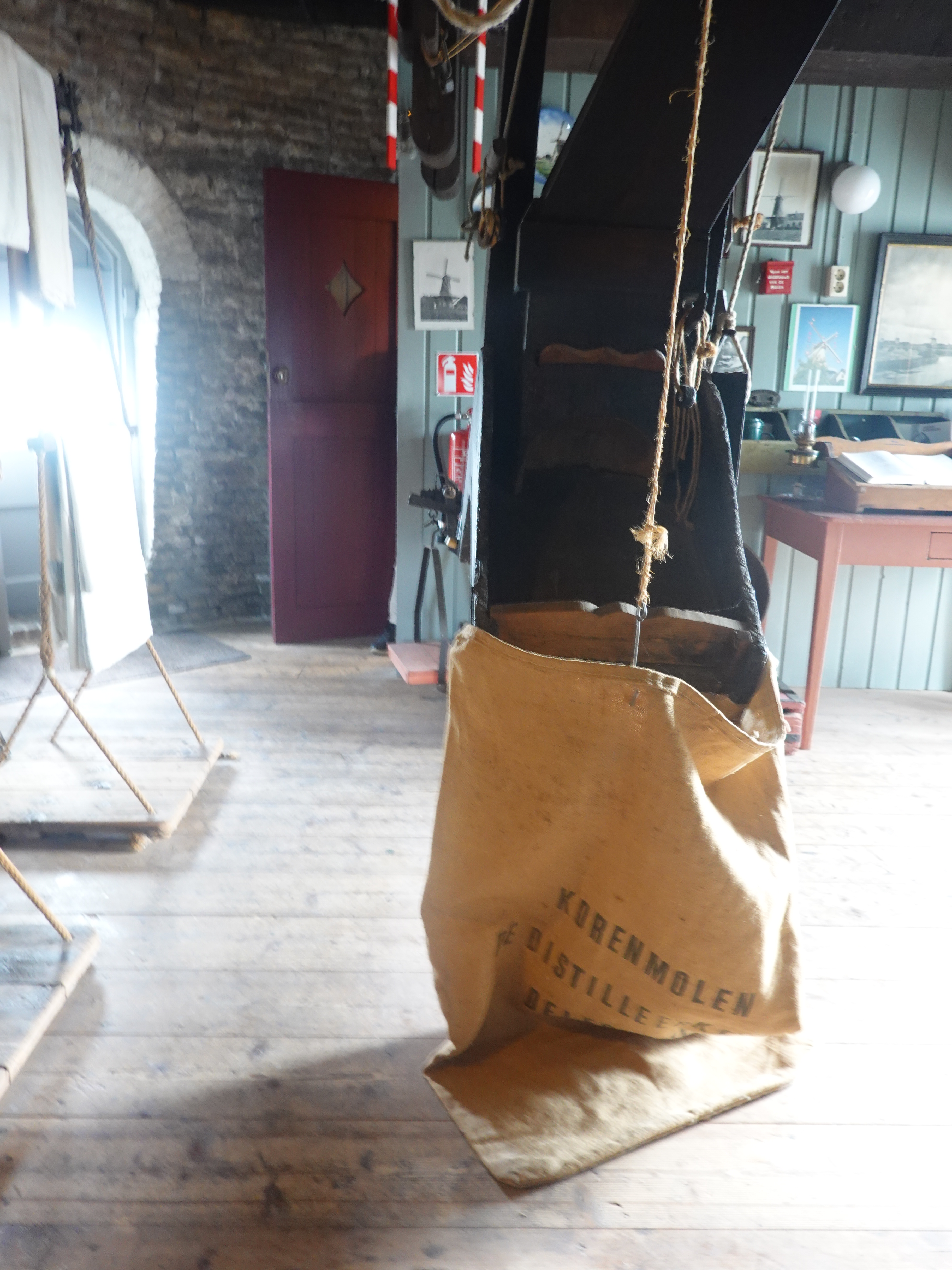
meelpijp op de maalzolder